# Municipio de St. John (Iowa)
El municipio de St. John (en inglés: St. John Township) es un municipio ubicado en el condado de Harrison en el estado estadounidense de Iowa. En el año 2010 tenía una población de 4055 habitantes y una densidad poblacional de 34,15 personas por km².

## Geografía
El municipio de St. John se encuentra ubicado en las coordenadas 41°33′14″N 95°53′43″O / 41.55389, -95.89528. Según la Oficina del Censo de los Estados Unidos, el municipio tiene una superficie total de 118.75 km², de la cual 118,27 km² corresponden a tierra firme y (0,41 %) 0,49 km² es agua.

## Demografía
Según el censo de 2010, había 4055 personas residiendo en el municipio de St. John. La densidad de población era de 34,15 hab./km². De los 4055 habitantes, el municipio de St. John estaba compuesto por el 97,78 % blancos, el 0,27 % eran afroamericanos, el 0,25 % eran amerindios, el 0,22 % eran asiáticos, el 0,32 % eran de otras razas y el 1,16 % eran de una mezcla de razas. Del total de la población el 1,8 % eran hispanos o latinos de cualquier raza.